# Cenopalpus evini
Cenopalpus evini är en spindeldjursart som beskrevs av Khosrowshahi 1991. Cenopalpus evini ingår i släktet Cenopalpus och familjen Tenuipalpidae. Inga underarter finns listade i Catalogue of Life.